# Briefmarken-Jahrgang 1958 der Deutschen Post der DDR
Beim Briefmarken-Jahrgang 1958 der Deutschen Post der DDR wurden mit 52 Sondermarken deutlich mehr als im Vorjahr (41 Werte) an die Postschalter gebracht. Weiter erschienen 4 Dauermarken.
Der Jahrgang umfasst 53 Motive; bei 8 Sondermarken und dem Block 15 musste ein Zuschlag zwischen 5 und 20 Pfennigen (insgesamt: 0,95 DM) bezahlt werden.
Seit 1955 wurden bei den meisten Sonderbriefmarkensätzen in der Regel ein Wert sowie fast alle Blocks und die ab 1962 erschienenen Kleinbogenausgaben in deutlich reduzierter Auflage gedruckt. Diese sogenannten Werte in geringer Auflage waren, abgesehen von einer in der Regel auf zwei Stück pro Postkunde begrenzten Abgabe am ersten Ausgabetag und am ersten Tag nach Ablauf der Abholfrist, nur mit einem Sammlerausweis an den Postschaltern oder über einen zu beantragenden Direktbezug bei der Versandstelle der Deutschen Post in Berlin erhältlich. In diesem Markenjahr betrug die Auflagenhöhe dieser Werte 1 100 000 oder 1 400 000 (nur Mi.-Nr. 657) Stück. Von Block 15 wurden allerdings nur 440 000 Stück gedruckt.
Alle Marken dieses Jahrgangs wurden auf Papier mit dem Wasserzeichen Nr. 3 (DDR um Kreuzblume) gedruckt.
Die Ausgaben waren in der Regel bis 31. März 1960 gültig. Block 15 und die Ausgaben zum Aufbau Nationaler Gedenkstätten (Mi. 635-639, 651) konnten ein Jahr länger verwendet werden. Für die 5-Jahrplan-Dauermarken endete die postalische Verwendung am 31. Dezember 1962. Die 2 DM-Pieck-Marke galt sogar bis zum 2. Oktober 1990, dem Ende der DDR und ihrer Post.

## Besonderheiten
- Sondermarken

Die DDR-Post würdigte die Geburtstage von Heinrich Zille und Max Planck sowie den 1. Todestag von Otto Nuschke. Sodann fanden die Herausgabe der didaktischen Schriften des Pädagogen Amos Comenius vor 300 Jahren und die Gründung der Friedrich-Schiller-Universität Jena vor 400 Jahren als eine Folge des Schmalkaldischen Kriegs von 1547 ihren Niederschlag im Markenbild.
Die Wirtschaftsentwicklung der DDR wurde mit Ausgaben zur Landwirtschaftsausstellung Markkleeberg (Agra) und dem Bau des Überseehafens Rostock, der 1960 eröffnet wurde, gewürdigt.
Vor allem die Ausgaben zu den 40. Jahrestagen der Novemberrevolution und der Gründung der Kommunistischen Partei sowie zum V. Parteitag der SED und dem 10. Gründungstag der Pionierorganisation „Ernst Thälmann“ spiegelten den politischen Anspruch des noch jungen Staates postalisch wider. Bei dem 20 Pf-Wert zum 40. Jahrestag der Novemberrevolution unterlief der Post jedoch ein gestalterischer Missgriff: Der abgebildete Soldat der NVA wies eine deutlich zu dunkle Gesichtsfarbe auf, so dass die Marke noch am Ausgabetag, ab etwa 15:00 Uhr, zurückgezogen wurde. Allerdings war die Hälfte der Auflage zu diesem Zeitpunkt bereits verkauft.
- Dauermarken

Bei der erst 1957 – schon mit neuem Wasserzeichen-Papier Nr. 3 – erschienenen V. Ausgabe der 5-Jahrplan-Dauerserie begann bereits in diesem Jahr die Ablösung durch 3 Werte mit geänderter Zähnung. Ergänzt und damit abgeschlossen wurde die Dauermarkenserie „Präsident Wilhelm Pieck“ (IV. Ausgabe) durch einen 2 DM-Wert. Erst 1963 sollten wieder Markwerte einer Dauerserie folgen – nunmehr mit dem Porträt des Staatsratsvorsitzenden Walter Ulbricht.

## Liste der Ausgaben und Motive
Legende
- Bild: Eine bearbeitete Abbildung der genannten Marke. Das Verhältnis der Größe der Briefmarken zueinander ist in diesem Artikel annähernd maßstabsgerecht dargestellt. Sollten keine Marken abgebildet sein, liegt es daran, dass das Urheberrecht des Künstlers noch nicht erloschen ist.
- Beschreibung: Eine Kurzbeschreibung des Motivs und/oder des Ausgabegrundes. Bei ausgegebenen Serien oder Blocks werden die zusammengehörigen Beschreibungen mit einer Markierung versehen eingerückt.
- Wert: Der Frankaturwert der einzelnen Marke in Pfennig. Ein „+“ bedeutet, dass es sich um eine Zuschlagsmarke handelt (= Frankaturwert + Spende).
- Ausgabedatum: Das Datum des erstmaligen Verkaufs dieser Briefmarke.
- Gültig bis: Das Datum, an dem die Gültigkeit endete.
- Auflage: Soweit bekannt, wird hier die zum Verkauf angebotene Anzahl dieser Ausgabe angegeben.
- Entwurf: Soweit bekannt, wird hier angegeben, von wem der Entwurf dieser Marke stammt.
- Mi.-Nr.: Diese Briefmarke wird im Michel-Katalog unter der entsprechenden Nummer gelistet.

| Sondermarken                              | |                                           |                                           |                                           |                                           |                                           |         |
| Bild                                      | Beschreibung | Wert                                      | Ausgabe- datum (1958)                     | Gültig bis                                | Auflage                                   | Entwurf                                   | Mi.-Nr. |
|                                           | Internationales Geophysikalisches Jahr (II) - Ballon zur Erforschung der Stratosphäre (Höhenforschung) | 20                                        | 5. Februar                                | 31. März 1960                             | 5.000.000                                 | Ernst Vogenauer                           | 616     |
|                                           | - Schiff mit Echolot (Tiefseeforschung) | 25                                        | 5. Februar                                | 31. März 1960                             | 1.100.000                                 | Ernst Vogenauer                           | 617     |
|                                           | Leipziger Frühjahrsmesse 1958 - Erdkugel, Friedenstaube, Messezeichen | 20                                        | 27. Februar                               | 31. März 1960                             | 5.000.000                                 | Bodo Rehm                                 | 618     |
|                                           | - Erdkugel, Friedenstaube, Messezeichen | 25                                        | 27. Februar                               | 31. März 1960                             | 5.000.000                                 | Bodo Rehm                                 | 619     |
|                                           | Konferenz der Minister des Post- und Fernmeldewesens der sozialistischen Länder - Sendemast, Morsezeichen, Posthorn, Schriftzug | 5                                         | 6. März                                   | 31. März 1960                             | 1.100.000                                 | Harry Prieß                               | 620     |
|                                           | - Sendemast, Schriftzug in Form von Radiowellen, Posthorn | 20                                        | 6. März                                   | 31. März 1960                             | 5.000.000                                 | Harry Prieß                               | 621     |
|                                           | 100. Geburtstag von Heinrich Zille - Spielende Kinder („Zillegören“) | 10                                        | 20. März                                  | 31. März 1960                             | 1.100.000                                 | Ingeborg Friebel                          | 624     |
|                                           | - Selbstporträt des Zeichners Heinrich Zille | 20                                        | 20. März                                  | 31. März 1960                             | 1.100.000                                 | Ingeborg Friebel                          | 625     |
|                                           | 100. Geburtstag von Max Planck - Symbol des Planckschen Wirkungsquantums, Namenszug „Max Planck“ | 10                                        | 23. April                                 | 31. März 1960                             | 1.100.000                                 | Ingeborg Friebel                          | 626     |
|                                           | - Porträt des Physikers und Nobelpreisträgers Max Planck (1858–1947) | 20                                        | 23. April                                 | 31. März 1960                             | 6.000.000                                 | Ingeborg Friebel                          | 627     |
|                                           | Landwirtschaftsausstellung, Markkleeberg (Agra) - Zuchtkuh vor Melkanlage | 5                                         | 4. Juni                                   | 31. März 1960                             | 1.100.000                                 | Hajo Rose                                 | 628     |
|                                           | - Mähhäcksler | 10                                        | 4. Juni                                   | 31. März 1960                             | 6.000.000                                 | Hajo Rose                                 | 629     |
|                                           | - Rübenvollerntemaschine | 20                                        | 4. Juni                                   | 31. März 1960                             | 6.000.000                                 | Hajo Rose                                 | 630     |
|                                           | Berühmte Naturwissenschaftler - Porträt des Biologen Charles Darwin (1809–1882) | 10                                        | 19. Juni                                  | 31. März 1960                             | 1.100.000                                 | Rudolf Skribelka                          | 631     |
|                                           | - Porträt des Naturforschers Carl von Linné (1707–1778) | 20                                        | 19. Juni                                  | 31. März 1960                             | 6.000.000                                 | Rudolf Skribelka                          | 632     |
|                                           | V. Parteitag der SED (10. – 16. Juli 1958) Emblem des V. Parteitags der SED | 10                                        | 25. Juni                                  | 31. März 1960                             | 10.000.000                                | Karl Sauer                                | 633     |
|                                           | Bau des Seehafens Rostock (I) Symbole für die Rostocker Sieben, Wahrzeichen von Rostock, Umschrift: „Ostsee, Meer des Friedens“ | 20                                        | 5. Juli                                   | 31. März 1960                             | 6.000.000                                 | Axel Bengs                                | 634     |
|                                           | Aufbau Nationaler Gedenkstätten - Kupferschmied (KPD-Funktionär) Albert Kuntz (1896–1945) | 5+5                                       | 11. Juli                                  | 31. März 1960                             | 1.100.000                                 | Rudolf Skribelka, Axel Bengs              | 635     |
|                                           | - KPD-Funktionär Rudi Arndt (1909–1940) | 10+5                                      | 11. Juli                                  | 31. März 1960                             | 1.100.000                                 | Rudolf Skribelka, Axel Bengs              | 636     |
|                                           | - SPD-Politiker Kurt Adams (1889–1944) | 15+5                                      | 11. Juli                                  | 31. März 1960                             | 1.100.000                                 | Rudolf Skribelka, Axel Bengs              | 637     |
|                                           | - Journalist (KPD-Politiker) Rudolf Renner (1894–1940) | 20+10                                     | 11. Juli                                  | 31. März 1960                             | 1.100.000                                 | Rudolf Skribelka, Axel Bengs              | 638     |
|                                           | - KPD-Funktionär Walter Stoecker (1891–1939) | 25+15                                     | 11. Juli                                  | 31. März 1960                             | 1.100.000                                 | Rudolf Skribelka, Axel Bengs              | 639     |
|                                           | Pferderennen „Großer Preis der DDR“ - Pferde auf der Weide | 5                                         | 22. Juli                                  | 31. März 1960                             | 1.100.000                                 | Engelbert Schoner                         | 640     |
|                                           | - Trabrennen | 10                                        | 22. Juli                                  | 31. März 1960                             | 6.000.000                                 | Engelbert Schoner                         | 641     |
|                                           | - Galopprennen | 20                                        | 22. Juli                                  | 31. März 1960                             | 6.000.000                                 | Engelbert Schoner                         | 642     |
|                                           | 300. Jahrestag der Herausgabe didaktischen Schriften von Amos Comenius „Opera didactica omnia“ - Porträt des tschechischen Geistlichen und Pädagogen Jan Amos Komenský (1592–1670) | 10                                        | 7. August                                 | 31. März 1960                             | 1.100.000                                 | Ingeborg Friebel                          | 643     |
|                                           | - Schulunterricht im 17. Jahrhundert | 20                                        | 7. August                                 | 31. März 1960                             | 6.000.000                                 | Ingeborg Friebel                          | 644     |
|                                           | 10 Jahre Pionierorganisation Ernst Thälmann - Junger Pionier (Hornist) vor dem Wimpel der Organisation | 10+5                                      | 7. August                                 | 31. Dezember 1960                         | 2.000.000                                 | Horst Klöpfel                             | 645     |
|                                           | - Junge Pioniere mit Pioniergruß vor der Fahne der Organisation | 20+10                                     | 7. August                                 | 31. Dezember 1960                         | 2.000.000                                 | Horst Klöpfel                             | 646     |
|                                           | 400 Jahre Friedrich-Schiller-Universität Jena - Siegel der Friedrich-Schiller-Universität zu Jena mit dem Brustbild ihres Gründers, Johann Friedrich des Großmütigen | 5                                         | 19. August                                | 31. März 1960                             | 1.100.000                                 | Engelbert Schoner                         | 647     |
|                                           | - Universitätshauptgebäude (Architekt: Theodor Fischer) | 20                                        | 19. August                                | 31. März 1960                             | 6.000.000                                 | Engelbert Schoner                         | 648     |
|                                           | Leipziger Herbstmesse 1958 - Frau im hamsterfellgefütterten Mantel vor dem Leipziger Hauptbahnhof, Mustermesse-Symbol „MM“ | 10                                        | 29. August                                | 31. März 1960                             | 7.000.000                                 | Harry Prieß                               | 649     |
|                                           | - Frau im Karakul-Pelzmantel vor dem Alten Rathaus, Mustermesse-Symbol „MM“ | 25                                        | 29. August                                | 31. März 1960                             | 4.000.000                                 | Harry Prieß                               | 650     |
|                                           | Einweihung der Nationalen Gedenkstätte Buchenwald Das gleiche Motiv mit einem Zuschlag von 80 Pf ohne Aufdruck wurde als Mi.-Nr. 538 ausgegeben Glockenturm der KZ-Gedenkstätte Buchenwald | 20+20                                     | 15. September                             | 31. März 1961                             | 2.000.000                                 | Peterpaul Weiß                            | 651     |
| Die Michelnummer 652 wurde nicht vergeben | Die Michelnummer 652 wurde nicht vergeben | Die Michelnummer 652 wurde nicht vergeben | Die Michelnummer 652 wurde nicht vergeben | Die Michelnummer 652 wurde nicht vergeben | Die Michelnummer 652 wurde nicht vergeben | Die Michelnummer 652 wurde nicht vergeben | 652     |
| Die Michelnummer 653 wurde nicht vergeben | Die Michelnummer 653 wurde nicht vergeben | Die Michelnummer 653 wurde nicht vergeben | Die Michelnummer 653 wurde nicht vergeben | Die Michelnummer 653 wurde nicht vergeben | Die Michelnummer 653 wurde nicht vergeben | Die Michelnummer 653 wurde nicht vergeben | 653     |
| Die Michelnummer 654 wurde nicht vergeben | Die Michelnummer 654 wurde nicht vergeben | Die Michelnummer 654 wurde nicht vergeben | Die Michelnummer 654 wurde nicht vergeben | Die Michelnummer 654 wurde nicht vergeben | Die Michelnummer 654 wurde nicht vergeben | Die Michelnummer 654 wurde nicht vergeben | 654     |
|                                           | Einweihung der Nationalen Gedenkstätte Buchenwald Diese und die folgenden zwei Marken wurden gemeinsam als geschnittener Briefmarkenblock ausgegeben. Die Motive wurden vorher als Einzelmarken unter der Mi.-Nr. 606 A–608 A ausgegeben. Der Ausgabepreis des Blocks betrug 1,50 DM. - Porträt des KPD-Politikers Ernst Thälmann | 20+10                                     | 15. September                             | 31. März 1961                             | 440.000                                   | Axel Bengs, Rudolf Skribelka              | 606 B   |
|                                           | - Porträt des SPD-Politikers Rudolf Breitscheid | 25+15                                     | 15. September                             | 31. März 1961                             | 440.000                                   | Axel Bengs, Rudolf Skribelka              | 607 B   |
|                                           | - Porträt des evangelischen Theologen Paul Schneider | 40+20                                     | 15. September                             | 31. März 1961                             | 440.000                                   | Axel Bengs, Rudolf Skribelka              | 608 B   |
|                                           | Volkskampf gegen Atomtod - Drei Arme verschiedener Hautfarbe zerbrechen Atombombe | 20                                        | 19. September                             | 31. März 1960                             | 5.000.000                                 | Karl Sauer                                | 655     |
|                                           | - Drei Arme verschiedener Hautfarbe zerbrechen Atombombe | 25                                        | 19. September                             | 31. März 1960                             | 1.100.000                                 | Karl Sauer                                | 656     |
|                                           | Erste Sommerspartakiade der befreundeten Armeen (Leipzig 26. – 28. September 1958) - Soldat beim Überwinden der Eskaladierwand | 10                                        | 19. September                             | 31. März 1960                             | 1.400.000                                 | Oskar Leisner                             | 657     |
|                                           | - Emblem der Spartakiade | 20                                        | 19. September                             | 31. März 1960                             | 6.000.000                                 | Oskar Leisner                             | 658     |
|                                           | - Sportler mit einer Fahne, Landkarte | 25                                        | 19. September                             | 31. März 1960                             | 3.500.000                                 | Oskar Leisner                             | 659     |
|                                           | Tag der Briefmarke 1958 - Vierspänniger Postwagen der sächsischen Personenpost | 10                                        | 23. Oktober                               | 31. März 1960                             | 1.100.000                                 | Axel Bengs                                | 660     |
|                                           | - Moderner Bahnpostwagen, DDR-Turbinenverkehrsflugzeug „B 152“ | 20                                        | 23. Oktober                               | 31. März 1960                             | 6.000.000                                 | Axel Bengs                                | 661     |
|                                           | 40. Jahrestag der Novemberrevolution Diese Marke wurde noch am Ausgabetag zurückgezogen, es wurden allerdings schon 726.000 Stück verkauft Arbeiter mit Gewehr, Soldat der Nationalen Volksarmee | 20                                        | 7. November                               | 31. März 1960                             | 1.500.000                                 | Kurt Zimmermann                           | 662     |
|                                           | Bau des Seehafens Rostock (II) Das gleiche Motiv mit einem Aufdruck wurde 1960 als Mi.-Nr. 763 ausgegeben - 10.000-t-Frachtschiff Freundschaft (Typ „Frieden“) am Pier beim Löschen der Ladung | 10                                        | 24. November                              | 31. März 1960                             | 7.000.000                                 | Axel Bengs                                | 663     |
|                                           | - 10.000-t-Frachtschiff Dresden (Typ „Frieden“) und andere Frachtschiffe beim Ein- und Auslaufen, Stadtpanorama mit der Marienkirche und Speichergebäude | 25                                        | 24. November                              | 31. März 1960                             | 1.100.000                                 | Axel Bengs                                | 664     |
|                                           | 10 Jahre Magistrat von Groß-Berlin - Brandenburger Tor | 20                                        | 29. November                              | 31. März 1960                             | 7.000.000                                 | Ingeborg Friebel                          | 665     |
|                                           | - Brandenburger Tor | 25                                        | 29. November                              | 31. März 1960                             | 1.100.000                                 | Ingeborg Friebel                          | 666     |
|                                           | Von der Sowjetunion zurückgeführte antike Kunstschätze (I) - Mädchenkopf aus einem griechischen Grabrelief (5. Jh. v. d. Z.) | 10                                        | 2. Dezember                               | 31. März 1960                             | 1.100.000                                 | Klaus Wittkugel                           | 667     |
|                                           | - Gigantenkopf aus dem Fries des Pergamon-Altars (Berlin) | 20                                        | 2. Dezember                               | 31. März 1960                             | 7.000.000                                 | Klaus Wittkugel                           | 668     |
|                                           | 10. Jahrestag der Erklärung der Menschenrechte durch die UNO - Afrikaner und Europäer | 10                                        | 10. Dezember                              | 31. März 1960                             | 3.000.000                                 | Gerhard Stauf                             | 669     |
|                                           | - Asiatin und Europäerin | 25                                        | 10. Dezember                              | 31. März 1960                             | 1.100.000                                 | Gerhard Stauf                             | 670     |
|                                           | 1. Todestag von Otto Nuschke Porträt des Journalisten und CDU-Politikers Otto Nuschke | 20                                        | 27. Dezember                              | 31. März 1960                             | 5.000.000                                 | Horst Klöpfel                             | 671     |
|                                           | 40 Jahre Kommunistische Partei Deutschlands Titel der KPD-Zeitung „Die Rote Fahne“ und rote Fahne | 20                                        | 30. Dezember                              | 31. März 1960                             | 5.000.000                                 | Harry Prieß                               | 672     |
| Dauermarken                               | |                                           |                                           |                                           |                                           |                                           |         |
| Bild                                      | Beschreibung | Wert                                      | Ausgabe- datum (1958)                     | Gültig bis                                | Auflage                                   | Entwurf                                   | Mi.-Nr. |
|                                           | Dauermarkenserie: Fünfjahrplan (VI), Druck: VEB Deutsche Wertpapierdruckerei (DWD), Wasserzeichen Nr. 3 (DDR um Kreuzblume), Zähnung: Ks 14 - Frau am Schaltrad | 5                                         | November                                  | 31. Dezember 1962                         | unbekannt                                 | Erich Gruner                              | 577 B   |
|                                           | - Bauer und Arbeiter tauschen Erfahrungen aus | 10                                        | August                                    | 31. Dezember 1962                         | unbekannt                                 | Erich Gruner                              | 578 B   |
|                                           | - Stahlschmelzer, Hüttenwerk | 15                                        | Mai                                       | 31. Dezember 1962                         | unbekannt                                 | Erich Gruner                              | 579 B   |
|                                           | Dauermarkenserie: Präsident Wilhelm Pieck (IV), Druck: VEB Deutsche Wertpapierdruckerei (DWD), Wasserzeichen „DDR um Kreuzblume“, Tiefdruck - Porträt von Wilhelm Pieck | 2 DM                                      | 1958                                      | 2. Oktober 1990                           | unbekannt                                 | Kurt Eigler                               | 623     |